# 312型扫雷艇
312型扫雷艇是中國解放軍70年代710研究所研發自製的遙控掃雷船，參加過越戰，该型艇具有艇体小、吃水浅、机动性强等特点，适用于港湾、江河、岛礁区昼夜作业，为了提高其扫雷作业中引爆目标水雷后艇和人的生存率，采用了可在水雷区以外遥控扫雷的技术，主控端可放在集装箱上也可放在舰船上，或直升机或岸上，用无线电指令遥控。
1969年海军装备部和七院召开了“六·二六”会议，确定研制312型艇具合一式遥控扫雷艇，以710研究所为主开展研究设计工作，708、704、701研究所配合，中华造船厂（现沪东中华造船）负责试制。不到三年时间就研制出2艘试制艇，并于1972年7月与港湾扫雷艇一起赴越扫雷。
312型艇具有扫除声引信、磁引信和声磁联合引信水雷的能力，扫雷宽度可达150～250米。本艇是世界上第一个参加实战并成功扫雷的遥控扫雷艇。直到70年代末德国才开发出与此类似的“特洛伊卡”型遥控扫雷艇。
在援越扫雷行动中，为了清扫美方布设的低灵敏度MK 52-3型水雷，要求312型艇以不能超过4节的航速扫雷。为此扫雷艇上官兵反复试验各种降低航速的办法，最终以创造性的艇尾加装挂机推进方式获得成功。